# Tiền mặt

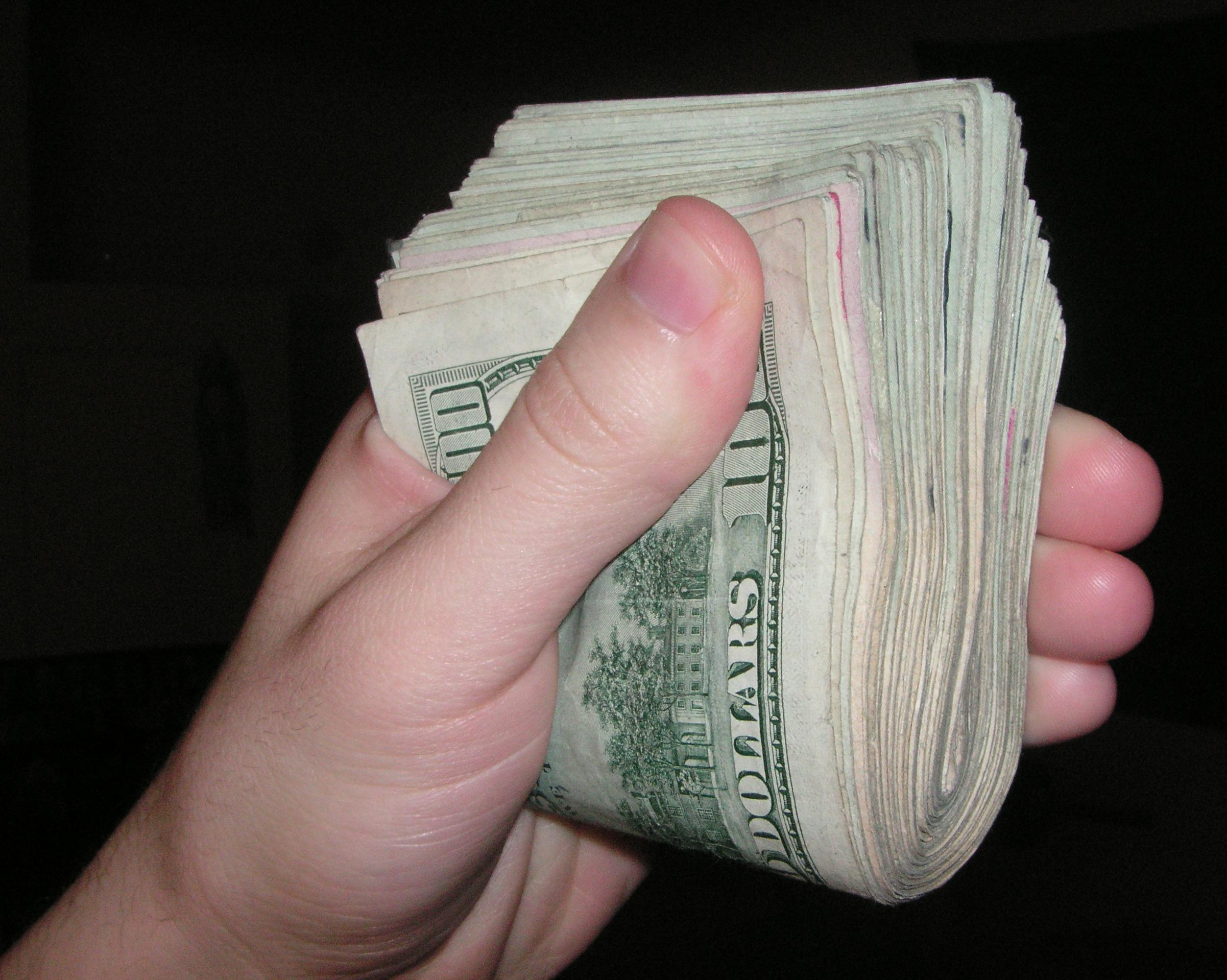
Một xấp tiền đô la Mỹ

Tiền mặt hay còn gọi là hiện kim (có nguồn gốc chữ Hán là 現金) là tiền dưới hình thức vật thể của tiền tệ, chẳng hạn như tiền giấy và tiền kim loại. Trong sổ sách kế toán và tài chính, tiền mặt là tài sản hiện tại bao gồm tiền tệ hoặc thứ tương đương với tiền tệ có thể được lấy ra ngay lập tức hoặc gần như ngay lập tức (như trong trường hợp tài khoản thị trường tiền tệ). Tiền mặt được coi là một khoản dự trữ cho các khoản thanh toán, trong trường hợp dòng tiền âm có tổ chức hoặc ngẫu nhiên hoặc là một cách để tránh sự suy thoái trên thị trường tài chính.

## Lịch sử

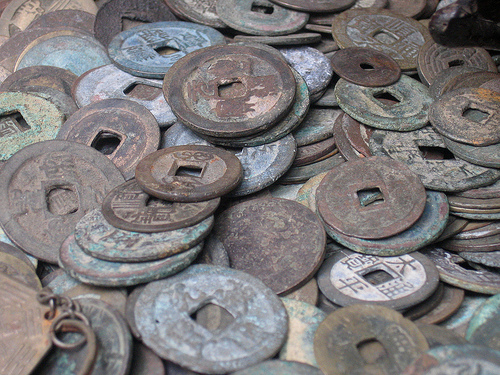
Tiền đúc Trung Quốc truyền thống cũng được gọi là tiền mặt (hiện kim)

Ở Tây Âu, sau sự sụp đổ của Đế chế Tây La Mã, tiền xu, trang sức bạc và đồ hacksilver (đồ vật bằng bạc bị tách thành nhiều mảnh) trong nhiều thế kỷ là hình thức tiền duy nhất, cho đến khi các thương nhân Venice bắt đầu sử dụng các thanh bạc cho các giao dịch lớn vào đầu thời Trung cổ. Trong một sự phát triển riêng biệt, các thương nhân người Venice bắt đầu sử dụng tiền giấy, hướng dẫn nhân viên ngân hàng của họ thực hiện thanh toán. Những thỏi bạc được đánh dấu tương tự cũng được sử dụng ở những vùng đất nơi các thương nhân người Venice đã thành lập văn phòng đại diện. Đế quốc Byzantine và một số bang ở khu vực Balkan và Rus Kiev cũng sử dụng các thỏi bạc được đánh dấu cho các khoản thanh toán lớn. Khi nền kinh tế thế giới phát triển và nguồn cung bạc tăng lên, đặc biệt là sau thời thuộc địa Nam Mỹ, tiền xu trở nên lớn hơn và là đồng tiền tiêu chuẩn cho thanh toán quốc tế được phát triển từ thế kỷ 15: đồng vàng thuộc địa của Tây Ban Nha và Tây Ban Nha có mệnh giá 8 real. Đối tác của nó bằng vàng là đồng ducat Venetian.
Các loại tiền vàng-bạc sẽ cạnh tranh nhau trên thị trường. Khi chinh phục thị trường nước ngoài, những người cai trị phát hành sẽ được hưởng thêm thu nhập từ chênh lệch mệnh giá (sự khác biệt giữa giá trị của đồng tiền kim loại và giá trị của kim loại mà đồng xu được tạo ra). Các loại tiền thành công của giới quý tộc cao sẽ được giới quý tộc thấp hơn sao chép để có tiền chênh lệch. Các đồng bắt chước thường có trọng lượng thấp hơn, làm suy yếu sự phổ biến của đồng tiền gốc. Khi các quốc gia phong kiến hợp lại thành các vương quốc, tiền bắt chước các loại bằng bạc bị hủy bỏ, nhưng đồng tiền vàng, đặc biệt, ducat vàng và florin vàng vẫn được phát hành dưới dạng tiền thương mại: tiền không có giá trị cố định, tăng theo trọng lượng. Các cường quốc thuộc địa cũng tìm cách lấy đi thị phần từ Tây Ban Nha bằng cách phát hành đồng tiền thương mại tương đương tiền bạc Tây Ban Nha, nhưng không thành công.
Vào đầu thế kỷ 17, tiền của Công ty Đông Ấn Anh được đúc ở Anh và được chuyển đến phương Đông. Ở Anh theo thời gian, từ tiền mặt đã được thông qua từ tiếng Phạn रररष karsa, trọng lượng vàng hoặc bạc nhưng gần bằng karsha của Ba Tư cổ, đơn vị trọng lượng (83,30 gram). Tiền đúc của Công ty Đông Ấn có cả tiếng Urdu và tiếng Anh viết trên đó, để tạo thuận lợi cho việc sử dụng nó trong giao dịch. Năm 1671, các giám đốc của Công ty Đông Ấn đã ra lệnh cho một cơ sở đúc tiền được thành lập tại Bombay, được gọi là Bombain. Năm 1677, cơ sở này đã bị Hoàng gia trừng phạt. Tại đây những đồng tiền đúc ra bị Hoàng gia trừng phạt bị đổi thành là rupee bạc; dòng chữ chạy được ghi thành "The rupee of Bombaim" do chính quyền của Charles II in lên. Vào khoảng thời gian này, tiền kim loại cũng được sản xuất cho Công ty Đông Ấn tại khu đúc tiền Madras. Tiền tệ tại khu vực hành chính của công ty Bombay và Bengal là đồng rupee. Tuy nhiên, tại Madras, các tài khoản của công ty được tính vào các pagodas, fractions, fanams, faluce và tiền mặt. Hệ thống này được duy trì cho đến năm 1818 khi đồng rupee được sử dụng làm đơn vị tiền tệ cho các hoạt động của công ty, mối quan hệ giữa hai hệ thống là 1 pagoda = 3-91 rupee và 1 rupee = 12 fanams.